# Gmina Baranów (Powiat Puławski)
Die Gmina Baranów ist eine Landgemeinde im Powiat Puławski der Woiwodschaft Lublin in Polen. Sie liegt etwa 20 Kilometer nordöstlich von Puławy, dem Sitz des Landkreises, und 40 Kilometer nordwestlich von Lublin. Im Jahre 2016 zählte die Gmina Baranów 3982 Einwohner. Ihr gleichnamiger Sitz, das Dorf Baranów hatte 1672 Einwohner (2006).

## Geschichte

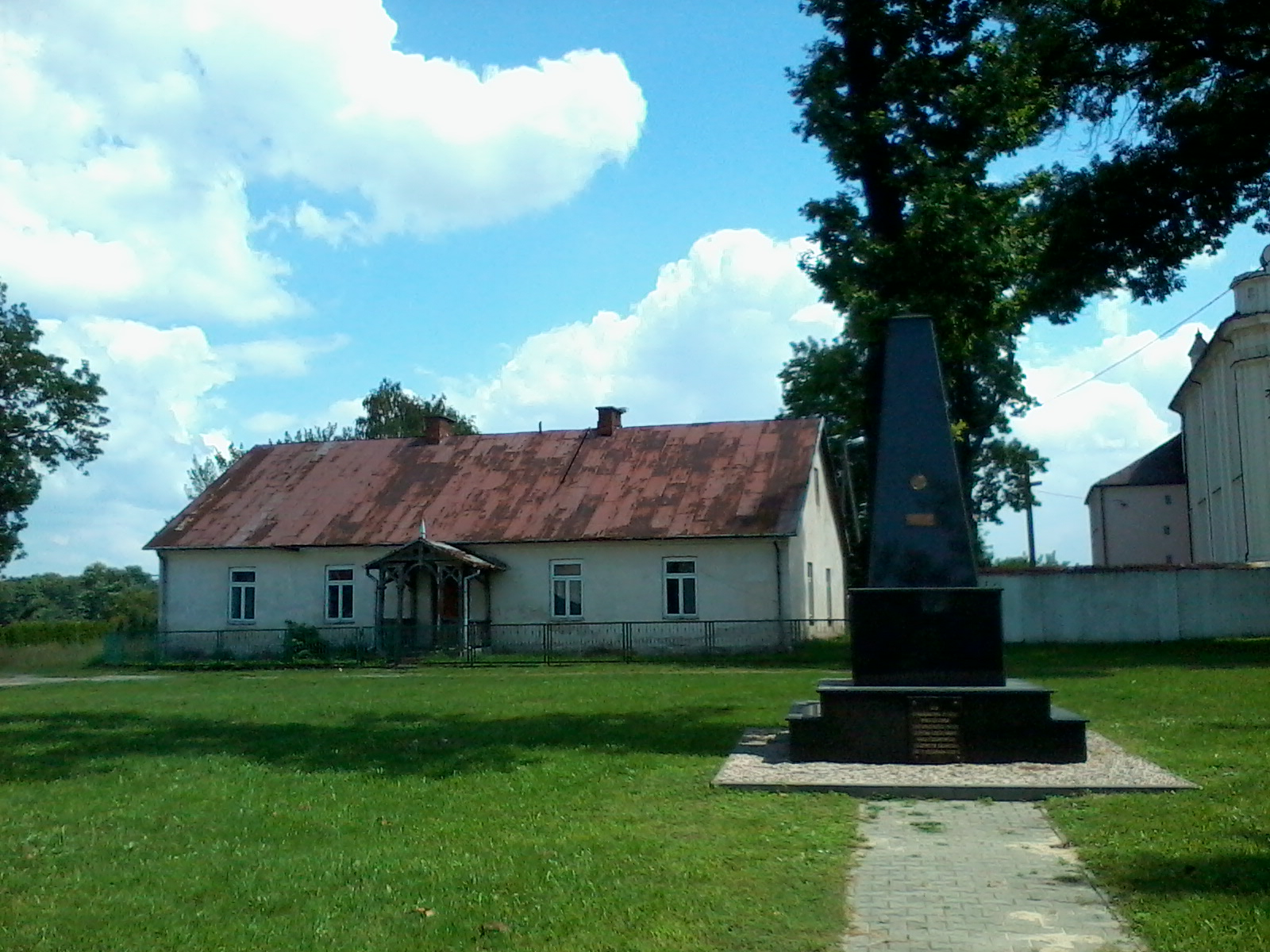
Denkmal von Józef Piłsudski in Baranów

Das namensgebende Baranów wurde 1544 als Stadt nach Magdeburger Recht gegründet. Im 19. Jahrhundert, zur Zeit Kongresspolens, erfolgte ein wirtschaftlicher Niedergang, und 1870 verlor der Ort das Stadtrecht.
Von 1975 bis 1998 gehörte die Gemeinde zur damaligen Woiwodschaft Lublin. Seit 1999 ist es Teil der neuen Woiwodschaft Lublin.

## Gliederung
Zur Landgemeinde (gmina wiejska) Baranów gehören folgende Ortschaften:
Baranów
Czołna
Dębczyna
Gródek
Huta
Karczunek
Klin
Kozioł
Łukawica
Łukawka
Łysa Góra
Marianka
Motoga
Niwa
Nowomichowska
Pogonów
Składów
Śniadówka
Wola Czołnowska
Zagóźdź